# Distretto di Kanpur Nagar
Kanpur Nagar è un distretto dell'India di 4 137 489 abitanti. Capoluogo del distretto è Kanpur.